# Villa Victoria (Montevideo)
Villa Victoria ist ein mittlerweile offenbar in den Barrios von Montevideo aufgegangener vormals eigenständiger Ort.
Villa Victoria wurde durch den aus Liverpool stammenden Unternehmer Samuel Lafone 1842 vor dem Guerra Grande in der der Bucht von Montevideo zuzurechnenden Gegend zwischen dem Arroyo Miguelete und dem Arroyo Pantanoso gegründet. Lafone betrieb in La Teja eine sogenannte Saladero, die für Uruguay typischen Salzfleischfabriken. Die Gründung stand mit dieser Saladero in Zusammenhang, denn beispielsweise wurde den dort beschäftigten Arbeitern seitens des Unternehmens freier Wohnraum zur Verfügung gestellt. Der Name wurde dabei zu Ehren der englischen Königin gewählt. Im letzten Viertel des 19. Jahrhunderts vollzog der Ort eine rasche Entwicklung. Diese war zum einen auf den Ausbau des Verkehrswegenetzes durch den Brückenbau über Miguelete und Pantanoso sowie die Anbindung an das Schienennetz zurückzuführen. Auch profitierte Villa Victoria von dem wirtschaftlichen Aufstieg des Hafens von Montevideo. Villa Victoria umfasste eine Fläche von 400 Manzanas. Anfang des 20. Jahrhunderts wies Villa Victoria rund 2000 Einwohner auf.